# Grand Prix automobile de Monaco 2014
GP précédent GP suivant
Le Grand Prix automobile de Monaco 2014 (Formula 1 Grand Prix de Monaco 2014), disputé le 25 mai 2014 sur le circuit de Monaco, est la 903e épreuve du championnat du monde de Formule 1 courue depuis 1950. Il s'agit de la soixante-et-unième édition du Grand Prix de Monaco comptant pour le championnat du monde de Formule 1 et de la sixième manche du championnat 2014.
Seul pilote à tourner en moins d'une minute et seize secondes lors de sa première tentative dans la troisième séance des qualifications, Nico Rosberg réédite sa performance de l'année précédente en obtenant la pole position, la sixième de sa carrière et sa deuxième de la saison. Il devance son coéquipier Lewis Hamilton de six centièmes de seconde pour une nouvelle première ligne entièrement aux couleurs Mercedes. Lors de sa seconde tentative, en fin de séance, Rosberg rate son freinage dans le virage de Mirabeau et provoque la sortie des drapeaux jaunes, ce qui ruine la tentative d'Hamilton dans la quête de la pole position. Derrière les Flèches d'Argent, Daniel Ricciardo est, à nouveau, plus rapide que son équipier Sebastian Vettel. Les deux Red Bull RB10 sont en deuxième ligne et précèdent les Ferrari F14 T de Fernando Alonso et Kimi Räikkönen. Jean-Éric Vergne obtient le septième temps au volant de sa Toro Rosso STR9.
Nico Rosberg conserve sa position après le premier virage et passe les 78 tours de l'épreuve, ponctuée par deux sorties de la voiture de sécurité, en tête pour remporter sa deuxième victoire consécutive à Monaco, sa deuxième cette saison et la cinquième de sa carrière (il égale son père Keke). Son coéquipier Lewis Hamilton n'a jamais été en mesure de l'inquiéter et a terminé difficilement la course en raison d'un problème à l'œil. Avec ce cinquième doublé en six courses, l'écurie Mercedes a, pour l'heure, passé la totalité des tours du championnat du monde 2014 en tête. Daniel Ricciardo termine sur le podium, dans les échappements d'Hamilton. Fernando Alonso se classe quatrième alors que son coéquipier chez Ferrari, Kimi Räikkönen, un moment troisième, a rétrogradé à cause d'une crevaison et prend la douzième place finale, en réalisant néanmoins le meilleur tour en course en fin d'épreuve. Nico Hülkenberg termine cinquième devant Jenson Button, Felipe Massa et Romain Grosjean, qui a bénéficié d'une pénalité de cinq secondes infligée à Jules Bianchi. En se classant neuvième, Bianchi inscrit les premiers points de sa carrière en Formule 1, les premiers également de son écurie Marussia F1 Team. Le point restant revient à Kevin Magnussen.
Grâce à sa victoire, Nico Rosberg reprend la tête du championnat du monde des pilotes avec quatre points d'avance sur Lewis Hamilton (122 contre 118 points). Alonso conserve sa troisième place (61 points) et devance désormais Daniel Ricciardo (54 points) ; Nico Hülkenberg accède à la cinquième place (47 points) tandis que Sebastian Vettel, qui a abandonné, chute à la sixième avec 45 points. Mercedes conserve la première place du classement des constructeurs avec 240 points et devance Red Bull Racing (99 points). Ferrari (78 points) reste à la troisième place devant Force India (67 points). McLaren et Williams comptent 52 points ; suivent Toro Rosso et Lotus F1 Team (8 points) et enfin Marussia F1 Team qui marque ses 2 premiers. Neuf des onze écuries engagées au championnat ont marqué des points, Sauber et Caterham n'en ayant pas encore inscrit.

## Essais libres

### Première séance, le jeudi de 10 h à 11 h 30
| Pos. | Pilote           | Voiture          | Chrono         | Écart     |
| ---- | ---------------- | ---------------- | -------------- | --------- |
| 1    | Lewis Hamilton   | Mercedes         | 1 min 18 s 271 |           |
| 2    | Nico Rosberg     | Mercedes         | 1 min 18 s 303 | + 0 s 032 |
| 3    | Daniel Ricciardo | Red Bull-Renault | 1 min 18 s 506 | + 0 s 235 |
| 4    | Fernando Alonso  | Ferrari          | 1 min 18 s 930 | + 0 s 659 |
| 5    | Sebastian Vettel | Red Bull-Renault | 1 min 19 s 043 | + 0 s 772 |
| 6    | Kimi Räikkönen   | Ferrari          | 1 min 19 s 467 | + 1 s 196 |

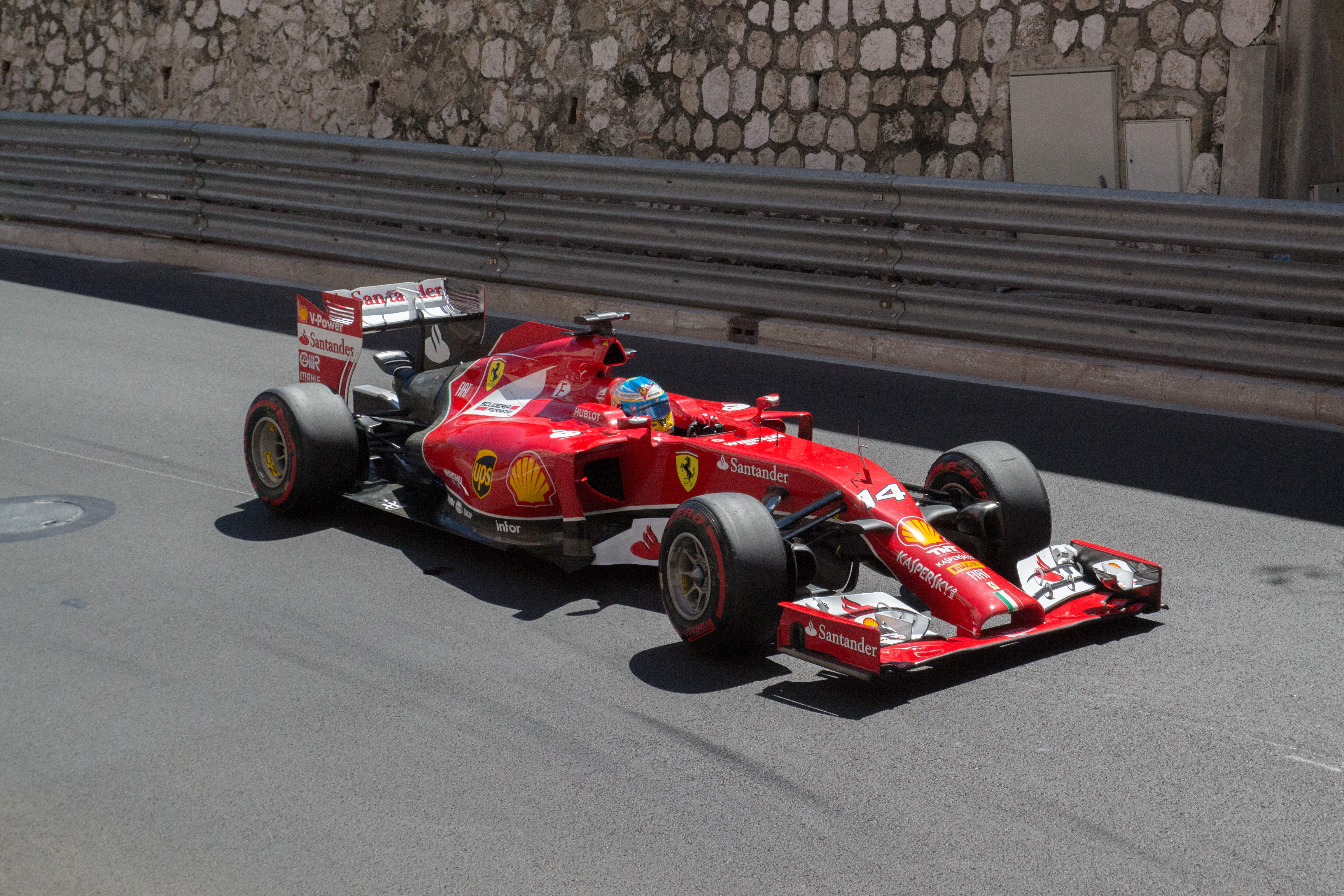
Fernando Alonso au Grand Prix de Monaco 2014.

La température ambiante est de 20 °C au départ de la première séance d'essais libres du Grand Prix de Monaco, sixième manche du championnat. Il ne pleut pas durant la matinée, mais les prévisions météorologiques sont moins optimistes concernant l'après-midi : les pilotes sont incités à faire le maximum de tours durant cette séance. Aucun pilote de réserve n'est présent en piste et Daniil Kvyat est le seul titulaire à n'avoir jamais roulé sur le circuit de Monaco. Les pilotes s'élancent pour un tour d'installation afin d'évaluer le manque d'adhérence du nouveau revêtement en bitume sur plusieurs sections resurfacées du circuit. La Red Bull RB10 a été modifiée, à la demande de la FIA, pour permettre l'installation d'une caméra mobile sur le museau, à l'extérieur de la coque, alors qu'elle était dissimulée dans une ouverture et ne pouvait pas pivoter,,.
Nico Rosberg, en pneus durs, fixe le temps de référence en 1 min 24 s 681 et l'améliore à chaque passage sur la ligne de chronométrage : 1 min 22 s 534, 1 min 21 s 070, 1 min 20 s 461 puis 1 min 20 s 094. Son coéquipier Lewis Hamilton prend la deuxième place en 1 min 20 s 322. Les pilotes sont tous en piste et enchaînent les tours ; avant même la fin de la première demi-heure, tous ont établi au moins un tour chronométré,,.
Alors qu'il reste un peu plus d'une heure dans cette séance, Daniel Ricciardo pointe en tête en 1 min 19 s 912 alors que Max Chilton part à la faute, en tête-à-queue dans Mirabeau ; le Britannique ne parvient pas à reprendre la piste. Rosberg, en deux temps, repasse en tête (1 min 18 s 970 puis 1 min 18 s 477). Hamilton améliore ensuite en 1 min 18 s 271. Alors que Ricciardo est quatrième (derrière Fernando Alonso) son coéquipier Sebastian Vettel pointe à une lointaine vingtième place. Vettel améliore ses performances à l'approche de la dernière demi-heure, alors que tous les pilotes sont en piste, en pneus durs. Ricciardo revient à trois dixièmes de seconde du meilleur temps de Hamilton et Vettel l'imite quelques instants plus tard, démontrant la bonne forme des Red Bull ; seuls les deux pilotes Red Bull Racing et Fernando Alonso se maintiennent dans la même seconde que les Mercedes,,.
Dans le dernier quart d'heure, Adrian Sutil part à la faute au même endroit que Chilton : il perd brusquement se contrôle de son train arrière et heurte le rail de sécurité ; la monoplace est endommagée légèrement au niveau de l'aileron arrière. Quelques minutes plus tard, son coéquipier Esteban Gutiérrez rate son freinage à Sainte-Dévote  et termine sa course dans l'échappatoire, sans rien toucher ; Fernando Alonso fait de même à Mirabeau, sans dommage,,.

### Deuxième séance, le jeudi de 14 h à 15 h 30
| Pos. | Pilote           | Voiture              | Chrono         | Écart     |
| ---- | ---------------- | -------------------- | -------------- | --------- |
| 1    | Fernando Alonso  | Ferrari              | 1 min 18 s 482 |           |
| 2    | Lewis Hamilton   | Mercedes             | 1 min 18 s 901 | + 0 s 419 |
| 3    | Sebastian Vettel | Red Bull-Renault     | 1 min 19 s 017 | + 0 s 535 |
| 4    | Jean-Éric Vergne | Toro Rosso-Renault   | 1 min 19 s 351 | + 0 s 869 |
| 5    | Valtteri Bottas  | Williams-Mercedes    | 1 min 19 s 421 | + 0 s 939 |
| 6    | Sergio Pérez     | Force India-Mercedes | 1 min 19 s 668 | + 1 s 186 |

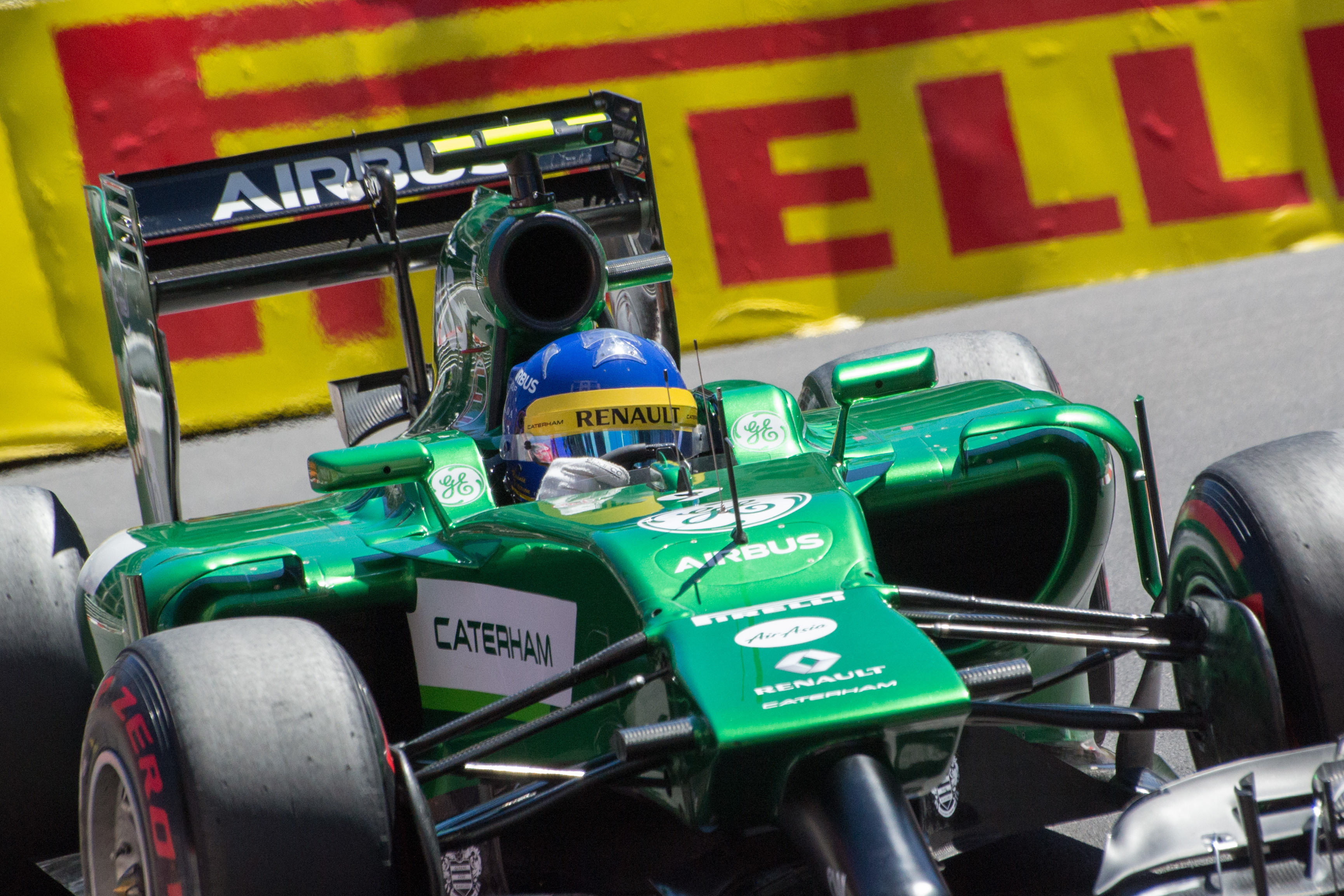
Marcus Ericsson porte un casque en hommage à son compatriote Ronnie Peterson au Grand Prix de Monaco 2014.

Comme prévu par les météorologues, une énorme averse s'est abattue sur la Principauté moins d'une demi-heure avant le début de la deuxième séance. Si le ciel est dégagé, la piste reste détrempée et les risques de sortie de piste considérables. Valtteri Bottas est le premier en piste pour un tour de reconnaissance en pneus intermédiaires ; sa Williams FW36 est en glissade à chaque accélération. Le Finlandais avorte son relais dès la fin de son premier tour et les images retransmises dans les stands confortent les ingénieurs dans leur décision de retarder l'entrée en piste de leurs pilotes.
Il faut attendre la mi-séance pour qu'Adrian Sutil, Jean-Éric Vergne et Daniil Kvyat prennent la piste pour un nouvel essai, chaussés de pneus intermédiaires. Kvyat fixe le temps de référence en 1 min 44 s 982 alors que le soleil fait son apparition,,.
Alors que les Ferrari ont pris la piste, Kimi Räikkönen est victime d'un problème mécanique dans la ligne droite des stands ; il boucle un tour complet au ralenti pour rallier son stand et abandonne la session. Vergne occupe un temps la tête grâce à deux tours bouclés en 1 min 42 s 484 et 1 min 38 s 933. Kvyat reprend l'avantage en 1 min 37 s 645 puis s'incline face à Fernando Alonso (1 min 36 s 038) et Sebastian Vettel (1 min 35 s 896). Les pilotes McLaren Racing se mettent alors en valeur, Kevin Magnussen tournant en 1 min 35 s 805 et Jenson Button en 1 min 35 s 428. Vettel repasse en tête en 1 min 33 s 780 mais son temps est battu par Magnussen (1 min 33 s 562) ; Vettel améliore en 1 min 32 s 588 mais Button tourne en 1 min 32 s 423,,.
Il reste trente minutes avant le drapeau à damier et les Mercedes ne sont toujours pas montées en piste. Malgré une piste de plus en plus sèche, les pilotes ne chaussent pas encore les pneus pour le sec : Jenson Button évolue sur une trajectoire quasiment sèche, mis à part quelques zones humides, et améliore son meilleur temps en 1 min 31 s 594 alors qu'il reste un peu plus de vingt minutes. Les Mercedes sortent enfin pour plusieurs tours effectués en intermédiaires. À dix minutes du terme, Vergne chausse le premier les pneus tendres et améliore logiquement le meilleur temps en 1 min 26 s 002. Red Bull Racing lance ses deux monoplaces en piste en pneus tendres, rapidement imitée par les autres écuries. Sergio Pérez tourne en 1 min 24 s 659, son coéquipier Nico Hülkenberg en 1 min 22 s 699 et, finalement, Fernando Alonso prend la tête en 1 min 22 s 047. Il améliore sur sa lancée en 1 min 19 s 498 puis 1 min 18 s 482. Il devance Lewis Hamilton, Sebastian Vettel, Jean-Éric Vergne et Valtteri Bottas,,.

### Troisième séance libre, le samedi de 11 h à 12 h
| Pos. | Pilote           | Voiture          | Chrono         | Écart     |
| ---- | ---------------- | ---------------- | -------------- | --------- |
| 1    | Lewis Hamilton   | Mercedes         | 1 min 16 s 758 |           |
| 2    | Daniel Ricciardo | Red Bull-Renault | 1 min 16 s 808 | + 0 s 050 |
| 3    | Nico Rosberg     | Mercedes         | 1 min 16 s 874 | + 0 s 116 |
| 4    | Sebastian Vettel | Red Bull-Renault | 1 min 17 s 184 | + 0 s 426 |
| 5    | Fernando Alonso  | Ferrari          | 1 min 17 s 428 | + 0 s 670 |
| 6    | Kimi Räikkönen   | Ferrari          | 1 min 16 s 448 | + 0 s 690 |

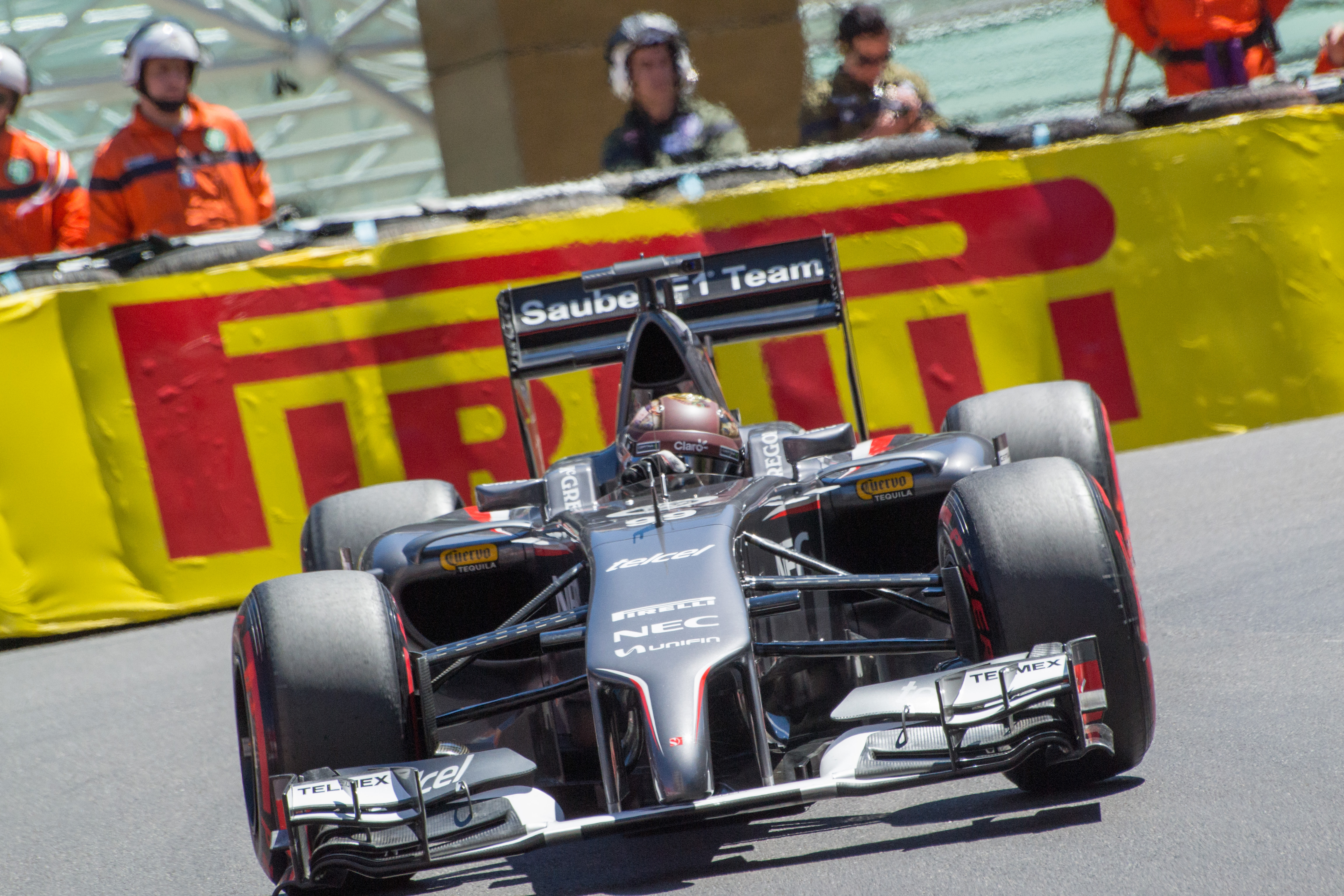
Adrian Sutil au Grand Prix automobile de Monaco 2014.

Il fait beau et chaud au départ de la troisième et dernière séance d'essai. Les pilotes s'élancent immédiatement en piste et Kamui Kobayashi et Marcus Ericsson, sur Caterham F1 Team, sont les premiers à boucler un tour lancé. Jules Bianchi est retardé en raison d'un problème et Nico Rosberg établit, après huit minutes, le premier temps significatif en 1 min 19 s 213,,.
Rosberg améliore ensuite en 1 min 18 s 143 puis 1 min 17 s 736, toujours avec le mélange le plus dur de Pirelli ; Lewis Hamilton, malgré une belle frayeur au virage du bureau de tabac est deuxième, loin devant les autres concurrents alors que les pilotes Red Bull Racing sortent de leur stand après un quart d'heure. Daniel Ricciardo et Sebastian Vettel confirment qu'ils sont les principaux rivaux des Mercedes puisqu'ils sont les seuls à évoluer dans la même seconde,,.
Avant même la mi-séance, les deux Caterham chaussent déjà les pneus tendres (ici les super tendres) ; Romain Grosjean fait de même à mi-séance. Rosberg, toujours chaussé des pneus les plus durs, améliore son meilleur temps en 1 min 17 s 351 ; alors qu'il est en passe de battre son coéquipier, Lewis Hamilton coupe son élan et rentre au stand. À vingt minutes du terme, Daniel Ricciardo, en tendres, s'installe en tête après avoir bouclé un tour en 1 min 16 s 808. Le trafic important de la fin de séance complique les tentatives de tour rapide ; malgré tout, Lewis Hamilton s'empare de la tête en 1 min 16 s 758, 5 centièmes de seconde devant Ricciardo. Rosberg est sur le point d'améliorer à son tour puis coupe son effort. Vettel prend la quatrième place devant les Ferrari de Fernando Alonso et Kimi Räikkönen. Jean-Éric Vergne, victime de soucis au freinage, a commis deux erreurs, à Sainte-Dévote et à Mirabeau,,.

## Séance de qualification, le samedi de 14 h à 15 h

### Résultats des qualifications

#### Session Q1

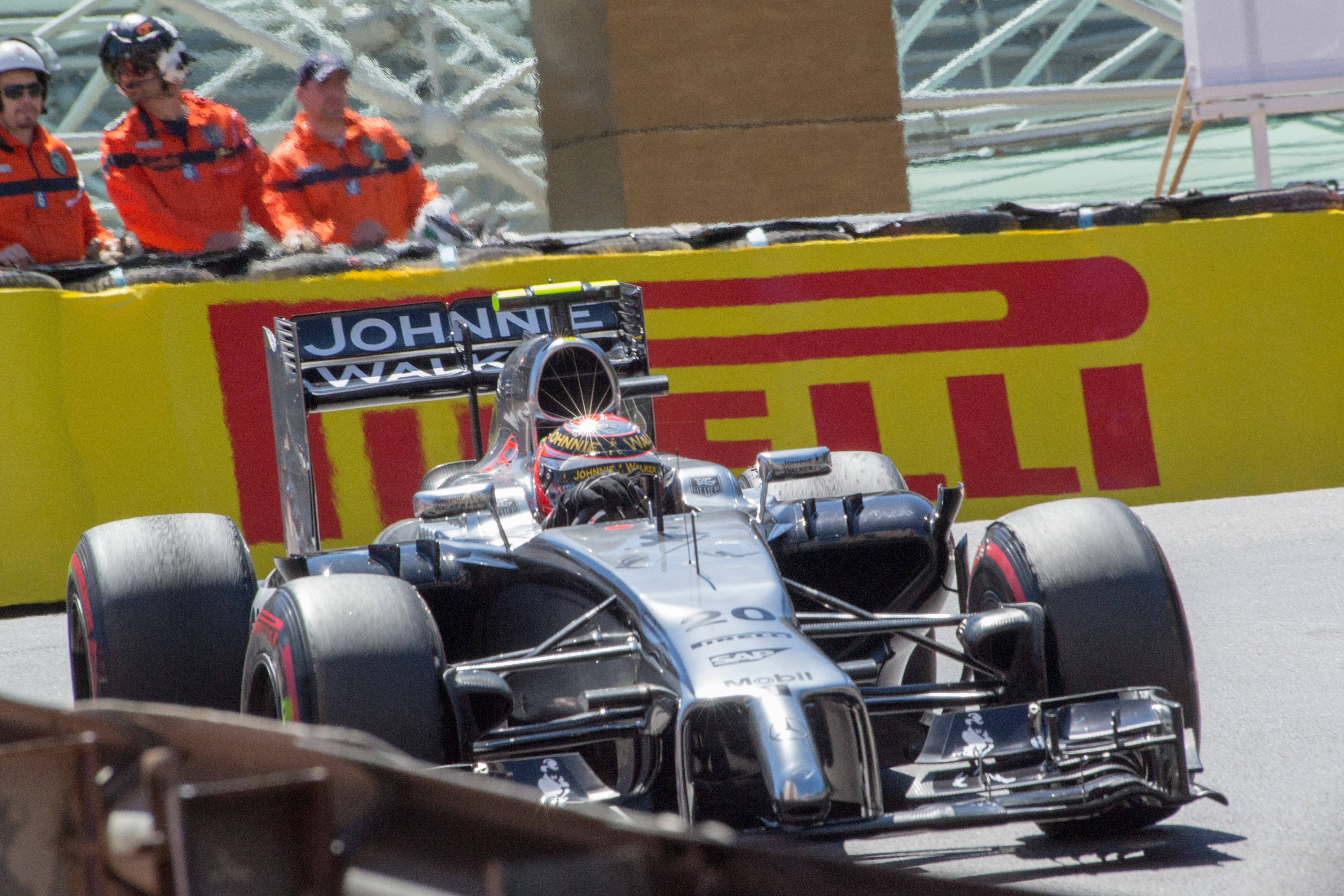
Kevin Magnussen au Grand Prix automobile de Monaco 2014.

Comme lors de la troisième séance d'essais, durant la matinée, il fait beau et chaud au lancement des qualifications avec une température de 42 °C en piste. Les essais libres ont démontré que les pilotes doivent effectuer plusieurs tours lancés pour optimiser le comportement, ce qui est difficilement compatible avec le trafic important sur le tracé urbain. Mercedes, pour profiter au maximum d'une piste dégagée, envoie ses deux pilotes attendre l'ouverture de la piste en bout de pitlane. Tous les autres concurrents, hormis les pilotes Red Bull Racing, prennent place derrière les Mercedes, certains déjà chaussés de pneus tendres. Pastor Maldonado fixe le temps de référence en 1 min 20 s 045,,.
Kevin Magnussen passe en tête en 1 min 19 s 484 puis laisse sa place à Nico Rosberg qui tourne en 1 min 17 s 938. Il améliore de presque trois dixièmes de seconde au tour suivant (1 min 17 s 678) tandis que Daniil Kvyat perd le contrôle de sa Toro Rosso STR9 et tape le mur au freinage, endommageant son aileron avant ; il parvient à ramener sa monoplace au stand pour la faire réparer. Les deux Lotus E22 de Romain Grosjean et Pastor Maldonado, en pneus tendres, se hissent aux troisième et quatrième places provisoires, à moins d'une seconde des Mercedes qui toutefois roulent en pneus durs,,.
Les Red Bull sortent pour la première fois à dix minutes de la fin de session. Sebastian Vettel, en pneus durs, se classe sixième derrière Fernando Alonso tandis que Daniel Ricciardo se hisse à la troisième place à deux dixièmes de seconde de Lewis Hamilton. À cinq minutes du terme, aucune Force India n'est qualifiée pour la phase Q2 : Nico Hülkenberg a été gêné par Marcus Ericsson puis par une Lotus lors de chacun de ses tours lancés. À deux minutes du drapeau à damier, Sergio Pérez réalise, en pneus tendres, le huitième temps provisoire ; son équipier se arrache sa qualification dans la foulée. McLaren Racing ne prend aucun risque et envoie également se pilotes en piste avec les pneus les plus tendres, forçant la Scuderia Ferrari à faire de même pour passer en Q2,,.
Chaussé des gommes les plus tendres, Jean-Éric Vergne prend la tête du classement en 1 min 17 s 557 au moment où Marcus Ericsson percute Felipe Massa à Mirabeau, provoquant la sortie des drapeaux jaunes et la neutralisation de la séance. Les six pilotes éliminés sont Marcus Ericsson et son coéquipier Kamui Kobayashi, Max Chilton et son coéquipier Jules Bianchi, Adrian Sutil et son coéquipier Esteban Gutiérrez,,.
Marcus Ericsson est pénalisé par les commissaires sportifs pour avoir envoyé Felipe Massa dans les rails à la fin de la session. Qualifié en dernière position et ne pouvant pas être sanctionné par un recul sur la grille de départ, il devra prendre le départ du Grand Prix depuis l'allée des stands,,.

#### Session Q2

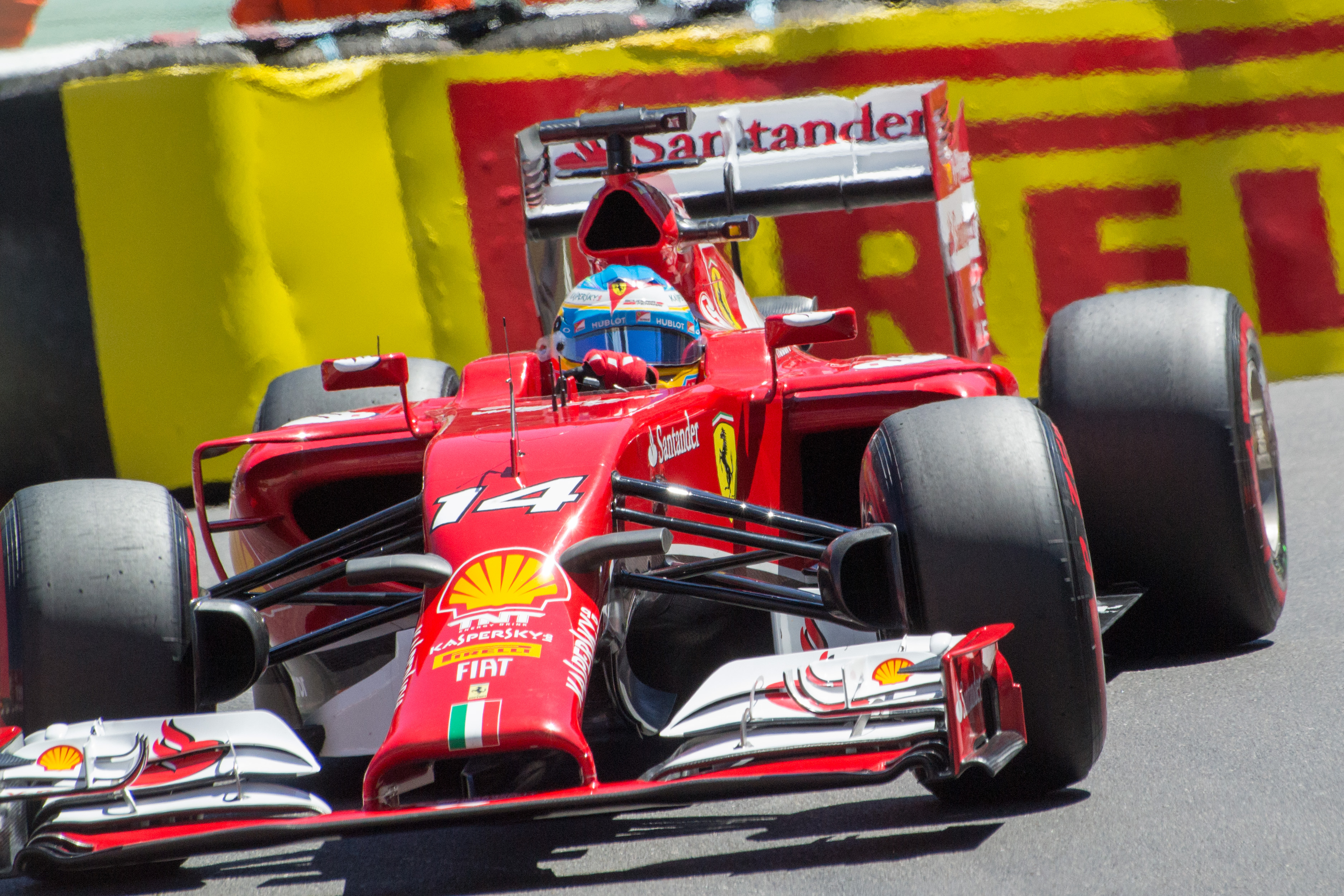
Fernando Alonso au Grand Prix automobile de Monaco 2014.

En dépit de son dixième temps réalisé en Q1, Felipe Massa, accroché par le novice Marcus Ericsson en Q1, est absent de la deuxième partie des qualifications. Il semble convenu que la seule option pour accéder à la phase Q3 est de chausser les pneus les plus tendres. Nico Hülkenberg s'installe immédiatement en tête du classement en 1 min 17 s 931 mais son temps est rapidement amélioré par Daniel Ricciardo en 1 min 17 s 769,,.
Nico Rosberg se porte ensuite en tête en 1 min 16 s 682 ; son coéquipier Lewis Hamilton améliore dans les deux premiers secteurs mais perd du temps dans les derniers virages et termine son tour à quelques millièmes de seconde de son équipier. Les Mercedes possèdent une demi-seconde d'avance sur Ricciardo qui précède les Ferrari de Fernando Alonso et Kimi Räikkönen. Sebastian Vettel annonce par radio que son système de récupération de l'énergie cinétique ne fonctionne plus,,.
Daniil Kvyat, accidenté lors de la phase précédente, se place dans les dix premiers, devant son coéquipier Jean-Éric Vergne alors que Rosberg conforte sa place de tête en 1 min 16 s 465. Tandis que Lewis Hamilton prend le commandement en 1 min 16 s 354, les Lotus F1 Team, à deux secondes des hommes de tête, reculent dangereusement vers la zone de non-qualification. Les six pilotes éliminés sont Massa qui n'a pas roulé et son coéquipier Valtteri Bottas, Pastor Maldonado et son coéquipier Romain Grosjean, Jenson Button et Nico Hülkenberg,,.

#### Session Q3
Sur une piste dont la température est désormais de 45 °C, les conditions d'adhérence sont optimales. Nico Rosberg fixe le temps de référence en 1 min 15 s 989, juste devant son coéquipier Lewis Hamilton, à moins d'un dixième de seconde. Daniel Ricciardo est troisième à quatre dixièmes de seconde ; il précède son coéquipier Sebastian Vettel qui souffre toujours, par intermittence, de problèmes avec son système de récupération de l'énergie cinétique. Le premier tour lancé de Jean-Éric Vergne est meilleur que celui de Kimi Räikkönen mais le Finlandais reprend l'avantage dès la boucle suivante. Fernando Alonso et Räikkönen se placent donc en cinquième et sixième position provisoires, devant Vergne, Kevin Magnussen, Sergio Pérez et Daniil Kvyat,,
Après un passage par les stands pour un changement de pneus, les pilotes reprennent la piste pour une nouvelle tentative ; Les dix monoplaces sont ensemble en piste dans les trois dernières minutes de la séance. Rosberg manque son freinage à Mirabeau et est obligé de se garer dans la zone de dégagement pour ne pas gêner les pilotes en piste ; le drapeau jaune est agité pour neutraliser le secteur de l'incident, ce qui empêche Hamilton de lutter pour s'emparer de la pole position. Rosberg réalise la sixième pole position de sa carrière tandis que son coéquipier l'accompagnera sur la première ligne ; les pilotes Red Bull, Ricciardo et Vettel, occupent la deuxième ligne devant les Ferrari d'Alonso et de Räikkönen ; suivent Vergne, Magnussen, Kvyat et Pérez,,.
À la fin de la séance de qualifications, les commissaires sportifs de la FIA examinent la sortie de piste de Nico Rosberg. L'équipe Mercedes repousse alors sa conférence de presse pour se rendre disponible vis-à-vis des commissaires, qui, toutefois, ne convoquent pas le pilote allemand et décident de ne pas le sanctionner, confirmant sa pole position,,. Nico Rosberg a, selon ses propres termes, raté un freinage sous la pression. Il a alors actionné sa marche arrière pour ressortir de l'échappatoire, manœuvre qui a provoqué la sortie des drapeaux jaunes empêchant toute amélioration des temps de ses rivaux. Rosberg déclare : « Je suis bien sûr désolé pour Lewis, je ne savais pas où il était ; je l'ai vu en faisant marche arrière. Ce n'est pas parfait bien sûr, mais c'est comme ça. Je pensais que c'était fini quand j'ai fait mon erreur et que quelqu'un allait me battre. Je suis très très content que tout ait fonctionné et je reste finalement en pole, à la maison ! » ». Lewis Hamilton coupe court aux questions : « J'étais dans le rythme et j'entamais le dernier tour avec l'avantage d'un ou deux dixièmes mais je n'ai pas eu l'opportunité de parcourir cette ultime boucle à cause de qui vous savez. [...] J'allais faire la pole, mais ça ne veut rien dire, j'aurais dû le faire plus tôt. [...] Voilà, on va regarder les données pour comprendre ce qui s'est passé, mais c'est ainsi. [...] Je ne dirai rien de plus à ce sujet. Je n'ai jamais été dans cette situation auparavant. Je ne dirai rien, franchement,,,,. »

### Grille de départ
| Pos.                                                                                      | N° | Pilote            | Écurie               | Qualifications 1 | Qualifications 2 | Qualifications 3 |
| ----------------------------------------------------------------------------------------- | -- | ----------------- | -------------------- | ---------------- | ---------------- | ---------------- |
| 1                                                                                         | 6  | Nico Rosberg      | Mercedes             | 1 min 17 s 678   | 1 min 16 s 465   | 1 min 15 s 989   |
| 2                                                                                         | 44 | Lewis Hamilton    | Mercedes             | 1 min 17 s 823   | 1 min 16 s 354   | 1 min 16 s 048   |
| 3                                                                                         | 3  | Daniel Ricciardo  | Red Bull-Renault     | 1 min 17 s 900   | 1 min 17 s 233   | 1 min 16 s 384   |
| 4                                                                                         | 1  | Sebastian Vettel  | Red Bull-Renault     | 1 min 18 s 383   | 1 min 17 s 074   | 1 min 16 s 547   |
| 5                                                                                         | 14 | Fernando Alonso   | Ferrari              | 1 min 17 s 853   | 1 min 17 s 200   | 1 min 16 s 686   |
| 6                                                                                         | 7  | Kimi Räikkönen    | Ferrari              | 1 min 17 s 902   | 1 min 17 s 398   | 1 min 17 s 389   |
| 7                                                                                         | 25 | Jean-Éric Vergne  | Toro Rosso-Renault   | 1 min 17 s 557   | 1 min 17 s 657   | 1 min 17 s 540   |
| 8                                                                                         | 20 | Kevin Magnussen   | McLaren-Mercedes     | 1 min 17 s 978   | 1 min 17 s 609   | 1 min 17 s 555   |
| 9                                                                                         | 26 | Daniil Kvyat      | Toro Rosso-Renault   | 1 min 18 s 816   | 1 min 17 s 594   | 1 min 18 s 090   |
| 10                                                                                        | 11 | Sergio Pérez      | Force India-Mercedes | 1 min 18 s 108   | 1 min 17 s 755   | 1 min 18 s 327   |
| 11                                                                                        | 27 | Nico Hülkenberg   | Force India-Mercedes | 1 min 18 s 432   | 1 min 17 s 846   |                  |
| 12                                                                                        | 22 | Jenson Button     | McLaren-Mercedes     | 1 min 17 s 890   | 1 min 17 s 988   |                  |
| 13                                                                                        | 77 | Valtteri Bottas   | Williams-Mercedes    | 1 min 18 s 407   | 1 min 18 s 082   |                  |
| 14                                                                                        | 8  | Romain Grosjean   | Lotus-Renault        | 1 min 18 s 335   | 1 min 18 s 196   |                  |
| 15                                                                                        | 13 | Pastor Maldonado  | Lotus-Renault        | 1 min 18 s 585   | 1 min 18 s 356   |                  |
| 16                                                                                        | 19 | Felipe Massa      | Williams-Mercedes    | 1 min 18 s 209   | Pas de temps     |                  |
| 17                                                                                        | 21 | Esteban Gutiérrez | Sauber-Ferrari       | 1 min 18 s 741   |                  |                  |
| 18                                                                                        | 99 | Adrian Sutil      | Sauber-Ferrari       | 1 min 18 s 745   |                  |                  |
| 19                                                                                        | 17 | Jules Bianchi     | Marussia-Ferrari     | 1 min 19 s 332   |                  |                  |
| 20                                                                                        | 4  | Max Chilton       | Marussia-Ferrari     | 1 min 19 s 928   |                  |                  |
| 21                                                                                        | 10 | Kamui Kobayashi   | Caterham-Renault     | 1 min 20 s 133   |                  |                  |
| 22                                                                                        | 9  | Marcus Ericsson   | Caterham-Renault     | 1 min 21 s 732   |                  |                  |
| Temps minimal à réaliser pour la qualification : 1 min 22 s 985 (107 % de 1 min 15 s 989) |    |                   |                      |                  |                  |                  |

- Marcus Ericsson est pénalisé par les commissaires sportifs pour avoir envoyé Felipe Massa dans les rails à la fin de la session. Qualifié en dernière position et ne pouvant pas être sanctionné par un recul sur la grille de départ, il devra prendre le départ du Grand Prix depuis l'allée des stands[16],[17],[18].
- Jules Bianchi, auteur du dix-neuvième temps des qualifications est pénalisé d'un recul de cinq places sur la grille de départ à la suite d'un changement de boîte de vitesses. Il s'élance de la vingt-et-unième et dernière position sur la grille, Ericsson partant de la pitlane[32].

## Course

### Déroulement de l'épreuve
Il fait beau et la piste est sèche au départ du Grand Prix de Monaco où seulement vingt pilotes s'alignent sur la grille de départ : Marcus Ericsson, pénalisé, doit prendre son envol après la meute depuis le bout de la voie des stands tandis que Pastor Maldonado, victime d'un problème d'alimentation en carburant, ne peut s'élancer pour effectuer son tour de formation et, finalement, renonce à prendre le départ de la course. Perturbés par l'absence de Maldonado, Jules Bianchi, Max Chilton et Esteban Gutiérrez ne se placent pas sur le bon emplacement et seront pénalisés d'un stop-and-go de cinq secondes un peu plus tard, lors de leur changement de pneus. À l'extinction des feux, Nico Rosberg prend un départ parfait et garde l'avantage que lui confère sa pole position pour contrer son coéquipier Lewis Hamilton. Daniel Ricciardo, troisième sur la grille, rate son départ, ce qui permet à Kimi Räikkönen, sixième, de gagner deux places en dépassant, au freinage de Sainte-Dévote, l'Australien ainsi que son coéquipier Fernando Alonso. Sebastian Vettel gagne également une position sur son coéquipier et passe troisième,,.
Sergio Pérez est percuté par Jenson Button à Mirabeau ce qui provoque la sortie de la voiture de sécurité pour permettre aux commissaires de piste de dégager la monoplace du Mexicain tandis que l'Anglais poursuit sa route. Romain Grosjean et Adrian Sutil rentrent au stand chausser les pneus les plus durs proposés Pirelli, tentant ainsi de rallier l'arrivée sans nouvel arrêt. Derrière la voiture de sécurité, Rosberg devance Hamilton, Vettel, Räikkönen, Ricciardo, Alonso, Kevin Magnussen, Jean-Éric Vergne, Daniil Kvyat, Nico Hülkenberg, Button, Valtteri Bottas, Felipe Massa, Gutiérrez, Kamui Kobayashi, Bianchi, Chilton, Ericsson, Grosjean et Sutil. La course est relancée à l'entame du quatrième tour,,.
Immédiatement, Sebastian Vettel est victime d'un problème de turbocompresseur : sa Red Bull RB10 tourne au ralenti, à court de puissance. Vettel s'immobilise plus d'une minute dans son stand, reprend la piste dernier puis abandonne deux tours plus tard, sur ordre de son équipe technique. En tête de la course, les Mercedes creusent l'écart sur Räikkönen qui possède lui-même une bonne avance sur Ricciardo et le reste du peloton. L'écart entre les Mercedes n'excèdera jamais deux secondes durant les vingt premiers tours,,.
Au douzième tour, Daniil Kvyat abandonne à cause d'un problème d'échappement. Adrian Sutil se débarrasse successivement de Grosjean puis d'Ericsson à l'épingle puis de Bianchi au freinage de la sortie du tunnel. Au même endroit, au vingt-quatrième tour, l'Allemand tape le rail et abandonne tandis que Grosjean s'arrête changer de pneus : le pari du départ des deux pilotes est déjà perdu. La voiture de sécurité entre une seconde fois en action pour permettre l'évacuation de la monoplace de Sutil et des débris sur la piste. Tous les pilotes, sauf Felipe Massa, rentrent chausser leurs pneus tendres. Le stand Mercedes a juste le temps de libérer Rosberg qu'Hamilton se présente. Celui-ci se demande pourquoi il est appelé puisque, désormais, il n'y aura plus d'arrêt au stand donc plus d'occasion de dépasser son équipier qui reste en tête de la course. L'organisation est moins bonne chez Toro Rosso qui relâche Jean-Éric Vergne, septième, de façon litigieuse sur Magnussen ; le Français écope d'un drive-through qui ruine sa course. Derrière la voiture de sécurité, Rosberg devance Hamilton, Räikkönen, Ricciardo, Alonso, Massa, Vergne, Magnussen, Hülkenberg, Button, Bottas, Gutiérrez, Kobayashi, Bianchi, Grosjean, Ericsson et Chilton. Si Ferrari a appelé Alonso dès l'entrée en piste de la voiture de sécurité, Räikkönen, troisième, doit attendre avant de faire de même ; il est touché par la Marussia de Chilton qui se dédoublait et crève, ce qui le relègue en fond de peloton,,.
La course est relancée à l'entame du trente-et-unième tour, Rosberg devant Lewis Hamilton et Daniel Ricciardo, Kimi Räikkönen étant désormais treizième. Rosberg, qui n'a jamais quitté le commandement de la course, se bat toujours à coup de dixièmes de secondes contre son équipier qui évolue dans la même seconde. Ricciardo et Alonso sont troisième et quatrième, avec plus de vingt secondes d'avance sur Hülkenberg et Magnussen. Felipe Massa effectue son unique changement de pneus au quarante-sixième tour et chute de la cinquième à la onzième place. Quelques minutes plus tard, au cinquante-deuxième tour, Jean-Éric Vergne qui ferme la marche en raison de sa pénalité, abandonne, victime du même ennui que son coéquipier en début de course. Les Mercedes roulent toujours en duo, Daniel Ricciardo occupant la troisième place avec 15 secondes de retard. Englué dans le trafic, Räikkönen espère pouvoir passer Gutierrez et Bottas, huitième, dont le moteur casse à l'abord de Mirabeau au cinquante-septième passage. Les commissaires de piste évacuent la monoplace en seulement quelques secondes grâce à leur grue, ce qui évite une troisième entrée de la voiture de sécurité,,.
Esteban Gutiérrez part à la faute dans le soixante-deuxième tour et abandonne : Jules Bianchi prend alors la dixième place et peut espérer inscrire son premier point en Formule 1. Toutefois, le Français est sous enquête des commissaires car il est soupçonné d'avoir purgé sa pénalité lors de l'intervention de la voiture de sécurité. Il reçoit donc une nouvelle pénalité de cinq secondes qui seront ajoutées à son temps de course. Lewis Hamilton ralentit subitement, créant un début de panique chez Mercedes, puis reprend aussitôt un rythme normal : il est très gêné par une poussière dans l'œil. Il a désormais quatre secondes de retard sur Rosberg alors qu'il reste dix tours ; Daniel Ricciardo en profite pour revenir à grand rythme. Räikkönen attaque Magnussen dans l'épingle et les deux monoplaces restent bloquées plusieurs secondes. Le Finlandais doit repasser aux stands à quelques boucles de l'arrivée,,.
Nico Rosberg remporte sa deuxième victoire de la saison et récupère la première place du championnat du monde. Lewis Hamilton, deuxième, permet à Mercedes de réaliser un nouveau doublé et Daniel Ricciardo complète le podium ; suivent pour les points Alonso, Hülkenberg, Button, Massa, Bianchi, Grosjean et Magnussen. Jules Bianchi, après avoir reçu sa pénalité de cinq secondes, est finalement classé neuvième et inscrit ses premiers points en Formule 1, les premiers également de son écurie Marussia F1 Team,,.

### Classement de la course
| Pos. | no | Pilote            | Écurie               | Tours | Temps/Abandon                          | Grille  | Points |
| ---- | -- | ----------------- | -------------------- | ----- | -------------------------------------- | ------- | ------ |
| 1    | 6  | Nico Rosberg      | Mercedes             | 78    | 1 h 49 min 27 s 661 (142,802 km/h)     | 1       | 25     |
| 2    | 44 | Lewis Hamilton    | Mercedes             | 78    | + 9 s 210                              | 2       | 18     |
| 3    | 3  | Daniel Ricciardo  | Red Bull-Renault     | 78    | + 9 s 614                              | 3       | 15     |
| 4    | 14 | Fernando Alonso   | Ferrari              | 78    | + 32 s 452                             | 5       | 12     |
| 5    | 27 | Nico Hülkenberg   | Force India-Mercedes | 77    | + 1 tour                               | 11      | 10     |
| 6    | 22 | Jenson Button     | McLaren-Mercedes     | 77    | + 1 tour                               | 12      | 8      |
| 7    | 19 | Felipe Massa      | Williams-Mercedes    | 77    | + 1 tour                               | 16      | 6      |
| 8    | 8  | Romain Grosjean   | Lotus-Renault        | 77    | + 1 tour                               | 14      | 4      |
| 9    | 17 | Jules Bianchi     | Marussia-Ferrari     | 77    | + 1 tour (dont 5 secondes de pénalité) | 21      | 2      |
| 10   | 20 | Kevin Magnussen   | McLaren-Mercedes     | 77    | + 1 tour                               | 8       | 1      |
| 11   | 9  | Marcus Ericsson   | Caterham-Renault     | 77    | + 1 tour                               | pitlane |        |
| 12   | 7  | Kimi Räikkönen    | Ferrari              | 77    | + 1 tour                               | 6       |        |
| 13   | 10 | Kamui Kobayashi   | Caterham-Renault     | 75    | + 3 tours                              | 20      |        |
| 14   | 4  | Max Chilton       | Marussia-Ferrari     | 75    | + 3 tours                              | 19      |        |
| Abd. | 21 | Esteban Gutiérrez | Sauber-Ferrari       | 59    | Accident                               | 17      |        |
| Abd. | 77 | Valtteri Bottas   | Williams-Mercedes    | 55    | Moteur                                 | 13      |        |
| Abd. | 25 | Jean-Éric Vergne  | Toro Rosso-Renault   | 50    | Échappement                            | 7       |        |
| Abd. | 99 | Adrian Sutil      | Sauber-Ferrari       | 23    | Accident                               | 18      |        |
| Abd. | 26 | Daniil Kvyat      | Toro Rosso-Renault   | 10    | Échappement                            | 9       |        |
| Abd. | 1  | Sebastian Vettel  | Red Bull-Renault     | 5     | Turbocompresseur                       | 4       |        |
| Abd. | 11 | Sergio Pérez      | Force India-Mercedes | 0     | Accrochage                             | 10      |        |
| Np.  | 13 | Pastor Maldonado  | Lotus-Renault        | 0     | Pompe à essence                        | 15      |        |

### Pole position et record du tour
Nico Rosberg part en pole position pour la sixième fois de sa carrière, la deuxième fois consécutive à Monaco.
- Pole position :  Nico Rosberg (Mercedes Grand Prix) en 1 min 15 s 989 (158,233 km/h)[37].
- Meilleur tour en course :  Kimi Räikkönen (Ferrari) en 1 min 18 s 479 (153,212 km/h) au soixante-quinzième tour[38].

### Tours en tête
- Nico Rosberg : 78 tours (1-78)[39].

## Classements généraux à l'issue de la course
| Pos. | Pilote           | Écurie               | Points |
| ---- | ---------------- | -------------------- | ------ |
| 1    | Nico Rosberg     | Mercedes             | 122    |
| 2    | Lewis Hamilton   | Mercedes             | 118    |
| 3    | Fernando Alonso  | Ferrari              | 61     |
| 4    | Daniel Ricciardo | Red Bull-Renault     | 54     |
| 5    | Nico Hülkenberg  | Force India-Mercedes | 47     |
| 6    | Sebastian Vettel | Red Bull-Renault     | 45     |
| 7    | Valtteri Bottas  | Williams-Mercedes    | 34     |
| 8    | Jenson Button    | McLaren-Mercedes     | 31     |
| 9    | Kevin Magnussen  | McLaren-Mercedes     | 21     |
| 10   | Sergio Pérez     | Force India-Mercedes | 20     |
| 11   | Felipe Massa     | Williams-Mercedes    | 18     |
| 12   | Kimi Räikkönen   | Ferrari              | 17     |
| 13   | Romain Grosjean  | Lotus-Renault        | 8      |
| 14   | Jean-Éric Vergne | Toro Rosso-Renault   | 4      |
| 15   | Daniil Kvyat     | Toro Rosso-Renault   | 4      |
| 16   | Jules Bianchi    | Marussia-Ferrari     | 2      |

| Pos. | Écurie               | Points |
| ---- | -------------------- | ------ |
| 1    | Mercedes             | 240    |
| 2    | Red Bull-Renault     | 99     |
| 3    | Ferrari              | 78     |
| 4    | Force India-Mercedes | 67     |
| 5    | McLaren-Mercedes     | 52     |
| 6    | Williams-Mercedes    | 52     |
| 7    | Lotus-Renault        | 8      |
| 8    | Toro Rosso-Renault   | 8      |
| 9    | Marussia-Ferrari     | 2      |

## Statistiques
Le Grand Prix de Monaco 2014 représente :
- la 6e pole position de sa carrière pour Nico Rosberg[42] ;
- la 5e victoire de sa carrière pour Nico Rosberg, qui égale son père Keke[43] ;
- la 19e victoire pour Mercedes en tant que constructeur[44] ;
- la 105e victoire pour Mercedes en tant que motoriste[45] ;
- le 10e doublé pour Mercedes en tant que constructeur, le cinquième consécutif[46].

Au cours de ce Grand Prix :
- Jenson Button passe la barre des 1100 points inscrits en Formule 1 (1103 points)[47] ;
- Jules Bianchi inscrit les deux seuls points de sa carrière en Formule 1[48] ;
- Marussia F1 Team inscrit ses deux premiers points depuis ses débuts en championnat du monde[49] ;
- Derek Warwick (146 départs en Grands Prix de Formule 1 dont 2 meilleurs tours en course et 4 podiums, vainqueur des 24 Heures du Mans 1992) a été nommé par la FIA conseiller pour aider dans leurs jugements le groupe des commissaires de course[50].